# Osvaldo Fatica
Osvaldo Fatica (fl. XX secolo) è stato un calciatore italiano, di ruolo attaccante.

## Carriera
Con la Rivarolese disputa 4 gare nel campionato di Prima Divisione 1922-1923. Giocò in riserva nell'Andrea Doria.